# Вахраньов Юлій Федорович
Ю́лій Фе́дорович Вахраньо́в (20 липня 1932, с-ще Моніно Щолковського району Московської області, СРСР — 9 квітня 2023, Бонн, Німеччина) — радянський та український піаніст, педагог. Кандидат мистецтвознавства (1971). Професор (1993).

## Біографічні відомості
У 1954 році закінчив філологічний факультет Харківського державного університету.
У 1958 році закінчив Харківську державну консерваторію (по класу професора В. Б. Шапіро).
У 1969 році закінчив аспірантуру при Київській державній консерваторії за спеціальністю історія і теорія піанізму.
У 1971 році захистив кандидатську дисертацію на тему «Фортепіанні п'єси та цикли фортепіанних п'єс в творчості украинських композиторів» (науковий керівник — О. Д. Алексеєв).
У 1958—1971 роках викладав у Донецькому музичному училищі.
У 1971—1998 роках викладав у Харківському інституті мистецтв ім. І. П. Котляревського (з 1871 — старший викладач, з 1974 — на посаді доцента, з 1977 — доцент, у 1977—1987 — завідувач кафедри спеціального фортепіано, від 1979 — на посаді професора, в 1988 — декан, з 1993 — професор.
Паралельно викладав у Харківській середній спеціальній музичній школі-інтернаті.
Серед учнів — М. Грінченко‑Чернявська (завершувала навчання у М. Єщенко), переможниця Респ. смотру-конкурсу; М. Сомов, дипломант Міжнародного конкурсу ім. Жозе Віанни да Мотти в Ліссабоні; М. Рудь, лауреат міжнар. конкурсів;
А. Тарабанов, лауреат міжнародного конкурсу та ін.
Ю. Вахраньов є автором ряду статей у збірниках і журналах, монографій, досліджень з питань виконавського мистецтва, укладачем і редактором видань творів українських композиторів.
Від 1998 року Ю. Ф. Вахраньов мешкав у Німеччині.

## Основні публікації
- Фортепіанні етюди В. Косенка. — Київ: Муз. Україна, 1970. 59 с.;
- Камерное фортепианное творчество украинских композиторов // Музыкальная культура Украинской ССР: сб. ст. / сост. Е. Алексеенко, И. Ляшенко; отв. ред. И. Ляшенко. — М. : Музыка, 1979. С. 368—379.
- К проблеме поэтики исполнительского искусства / Харьков. ин‑т искусств им. И. П. Котляревского. — Харьков: [б. и.], 1989. 446 с.;
- Исполнение музыки: (Поэтика). Харьков, 1994. 336 с.;
- Этюды ор. 10 Ф. Шопена: (Справочник) / Ю. Ф. Вахранев, Г. Д. Сладковская. — Харьков, 1996. 153 с.;
- Украинская советская фортепианная музыка [Ноты]: хрестоматия. В 5 т. Т. 1. Ч. 1 / Сост., ред., предисл. и примеч. Ю. Ф. Вахранева. — Киев: Музична Украина, 1974;
- Украинская советская фортепианная музыка: хрестоматия. В 5 т. Т. 1. Ч. 2 / ред.-сост. Ю. Вахранев. — Киев: Музична Україна, 1975. 103 с.; Украинская советская фортепианная музыка: хрестоматия: В 5 т. Т. 2. Ч. 1 / Сост., ред., предисл. и примеч. Ю. Ф. Вахранева. — Киев: Музична Украина, 1979;
- Украинская советская фортепианная музыка: Хрестоматия. В 5 т. Т. 2. Ч. 2 / Сост., ред., предисл. и примеч. Ю. Ф. Вахранева. — Киев: Муз. Украина, 1981. 127 с.;
- Украинская советская фортепианная музыка: Хрестоматия. В 5 т. Т. 2. Ч. 3 / Сост., муз. ред., авт. предисл. Ю. Вахранева. — Киев: Музична Украина. 1986. 112 с.